# توماس جاي هويل
توماس جاي هويل (بالإنجليزية: Thomas J. Howell)‏ هو عالم نبات أمريكي، ولد في 8 أكتوبر 1842 في مقاطعة كوبر في الولايات المتحدة، وتوفي في 3 ديسمبر 1912 في Woodstock, Portland, Oregon ‏ في الولايات المتحدة.